# Selenops lobatse
Selenops lobatse là một loài nhện trong họ Selenopidae.
Loài này thuộc chi Selenops. Selenops lobatse được J. A. Corronca miêu tả năm 2001.